# Cincinnati Opera

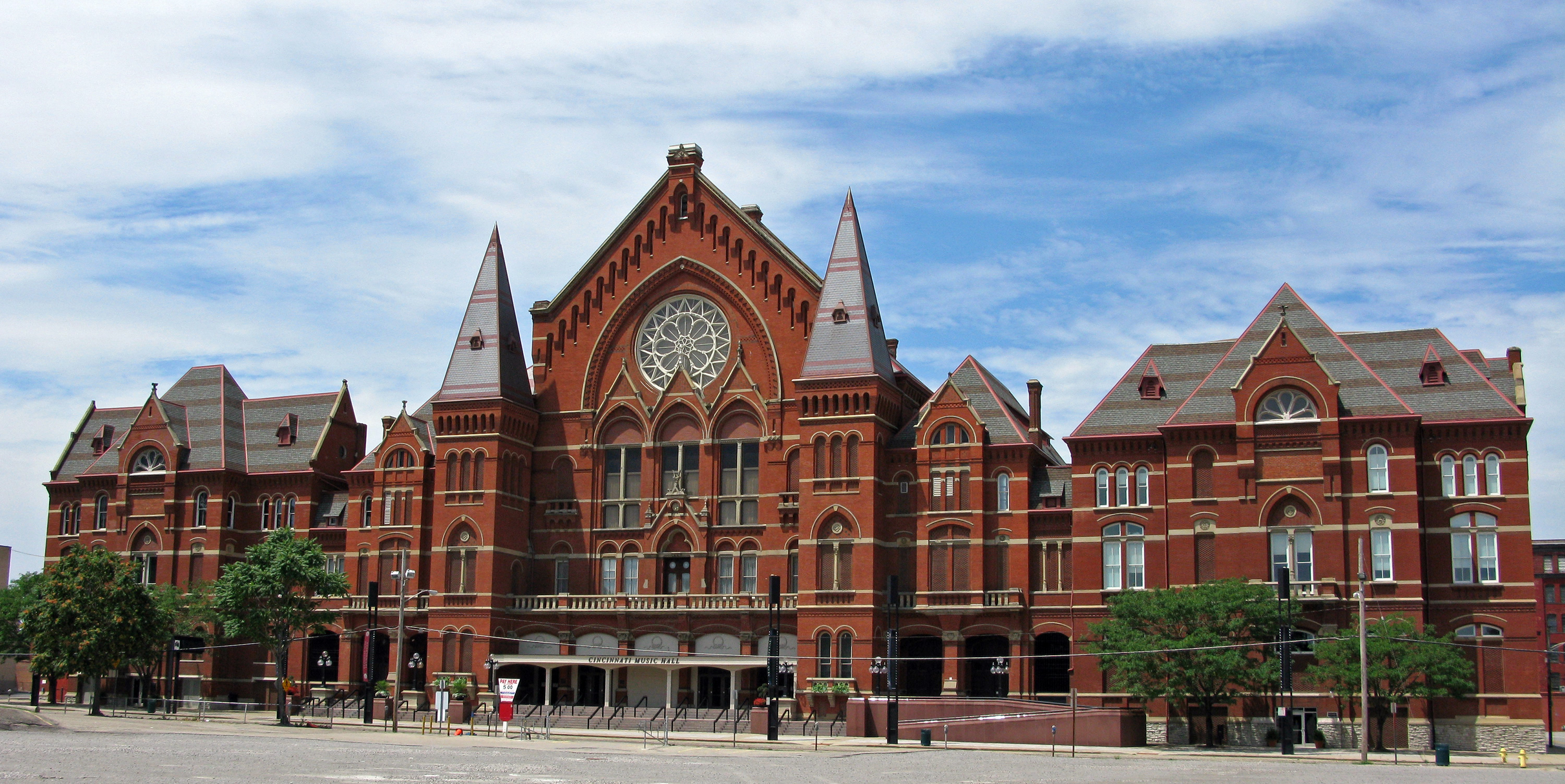
Die Cincinnati Music Hall, Heimstätte der Cincinnati Opera

Die Cincinnati Opera ist eine amerikanische Opernkompagnie mit Sitz in Cincinnati, Ohio. Sie ist nach der New Yorker Metropolitan Opera die zweitälteste Opernkompagnie in den USA. Seit ihrer ersten Spielzeit 1920 hat die Cincinnati Opera in den Sommermonaten Juni und Juli Opern produziert mit dem Cincinnati Symphony Orchestra als ihrem Orchester.

## Geschichte
Die Kompagnie, ursprünglich unter dem Namen Cincinnati Opera Association, gab am 27. Juni 1920 ihre erste Aufführung mit Martha von Friedrich von Flotow. In den ersten Jahren stand das Unternehmen unter der Leitung von Ralph Lyford, einem amerikanischen Komponisten und Dirigenten, dessen einzige Oper Castle Agrazant am 29. April 1926, nach seinem Abgang von der Cincinnati Opera im Jahr 1925, ihre Weltpremiere in der Cincinnati Music Hall feierte. Von 1956 bis 1990 veranstaltete die Kompagnie einen Gesangswettbewerb, der als American Opera Auditions bekannt war.

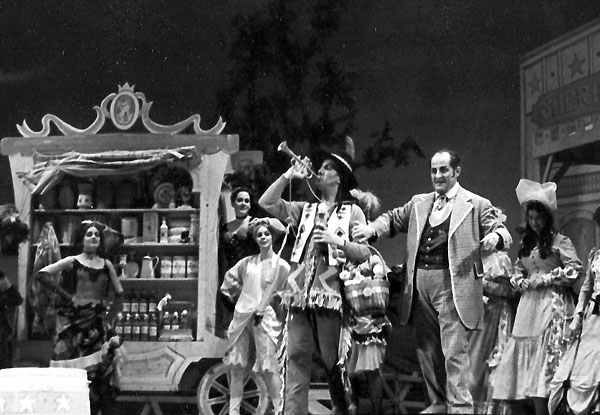
Andrew Foldi als Dr. Dulcamara und Bruce Cooper als sein Assistent Cochise im 1. Akt, 2. Bild der Produktion der Cincinnati Opera 1968 von L’elisir d’amore im „Wilden Westen“, dirigiert von James de Blasis

Während der meisten ihrer ersten fünfzig Jahre fanden die Aufführungen der Cincinnati Opera im Pavillon des Cincinnati Zoo and Botanical Garden statt. Während dieser Zeit traten viele prominente Sänger in den Produktionen der Kompagnie auf, darunter Plácido Domingo, Beverly Sills, Norman Treigle, Sherrill Milnes, Montserrat Caballé, Jan Peerce, Robert Merrill, Roberta Peters, Shirley Verrett, Lawrence Tibbett, Richard Tucker, Martina Arroyo, James Morris, Elinor Ross und Barbara Daniels. 1972 verlegte die Cincinnati Opera ihren Aufführungsort in die Cincinnati Music Hall, ein Theater mit 3417 Plätzen, das vom US-Innenministerium als nationales historisches Wahrzeichen eingestuft wurde. In den Spielzeiten 2016 und 2017, während die Cincinnati Music Hall restauriert und renoviert wurde, trat die Cincinnati Opera im Aronoff Center for the Arts auf. Die Oper kehrte für ihre Spielzeit 2018 in die Cincinnati Music Hall zurück und tritt seitdem dort auf.
Künstlerischer Leiter der Kompagnie ist seit 2006 Evans Mirageas, Generaldirektor seit März 2020 Christopher Milligan, als Nachfolger von Patricia K. Beggs (Generaldirektorin seit 1997).

### Die Cincinnati Opera unter James de Blasis
1968 wurde James de Blasis Resident Stage Director der Kompagnie. Von 1973 bis 1987 war er deren Generaldirektor. 1988 wurde er ihr künstlerischer Leiter, eine Position, die er bis 1996 innehatte.
Während seiner Amtszeit produzierte das Unternehmen seltene Opern wie Franco Alfanos Risurrezione (1983; ‚Auferstehung‘, nach Tolstois Roman) und Jaromír Weinbergers Schwanda, der Dudelsackpfeifer (1986; tschech. Švanda dudák). Er fügte auch Musicals zu seinem Repertoire hinzu, um seine Publikumsbasis zu erweitern. Einer der Höhepunkte seiner Ära war eine Neuinterpretation von Donizettis L’elisir d’amore, die den Handlungsort vom spanischen Baskenland der 1820er Jahre in den Wilden Westen des späten 19. Jahrhunderts in Texas verlegte. Die Produktion wurde von PBS gefilmt und 1968 landesweit im Fernsehen übertragen.

### Die Cincinnati Opera unter Nicholas Muni
1996 trat der international bekannte Opernregisseur Nicholas Muni die Nachfolge von James de Blasis als künstlerischer Leiter der Kompagnie an. Unter seiner Leitung erweiterte die Cincinnati Opera ihr Repertoire weiter mit vielen Premieren außerhalb des Standardrepertoires, darunter Janáčeks Jenůfa, Brittens The Turn of the Screw, Debussys Pelléas et Mélisande, Bartóks Herzog Blaubarts Burg, Schönbergs Erwartung, Heggies Dead Man Walking, Strauss’ Elektra, Poulencs La voix humaine, Weills Die sieben Todsünden, Ullmanns Der Kaiser von Atlantis und mit der US-Premiere von Peter Bengtsons The Maids. Die Kompagnie führte auch ihr erstes Auftragswerk auf der Hauptbühne auf, Richard Danielpours Margaret Garner (im Auftrag des Michigan Opera Theatre und der Opera Philadelphia). Die Aufführungen in Cincinnati mit Denyce Graves in der Titelrolle fanden gleichzeitig mit der Eröffnung von Cincinnatis National Underground Railroad Freedom Center statt.

### Die Cincinnati Opera unter Evans Mirageas
2006 wurde Evans Mirageas, ein einflussreicher Casting-Direktor und ehemaliger Leiter der Abteilung Artists & Repertoire von Decca, neuer künstlerischer Leiter der Cincinnati Opera. Nach seiner ersten Saison mit der Kompagnie wurde er von der Zeitschrift Opera News als einer der „25 mächtigsten Namen in der US-Oper“ aufgeführt.
Das Sommerfestival 2008, das erste, das vollständig von Mirageas programmiert wurde, umfasste die französische Version von Donizettis Lucia di Lammermoor sowie die Kompagniepremiere von Daniel Catáns Florencia en el Amazonas. Die Saison 2009 der Kompagnie enthielt vier in Spanien spielende Opern: Mozarts Le nozze di Figaro, Verdis Don Carlos, Bizets Carmen und die regionale Premiere von Osvaldo Golijovs Ainadamar. In der Saison 2010 fand ein Galakonzert zum 90-Jahr-Jubiläum statt, an dem unter anderen Gasthosts wie Ryan Seacrest und Sherrill Milnes sowie Gastsänger wie Maria Luigia Borsi, Angela Brown, Christine Brewer, Denyce Graves und Richard Leech teilnahmen. 2011 folgte John Adams’ A Flowering Tree, während die Saison 2012 die ersten Aufführungen der Kompagnie von Gershwins Porgy and Bess und Piazzollas María de Buenos Aires boten.
2012 kündigte Mirageas eine Erweiterung der Saison der Kompagnie auf ein Festival-Format an mit großen Opernaufführungen in der Cincinnati Music Hall, Vorträgen, Filmen und Recitals in der Memorial Hall OTR, Freiluftkonzerten im Washington Park und kleinen Produktionen im 750 Plätze bietenden Corbett Theater an der School for Creative and Performing Arts.
Zu den Aufführungen im Corbett Theater gehörten Glass’ Galileo Galilei (2013) und Francesco Cavallis Oper von 1651 La Calisto (2014) sowie die Weltpremiere von Ricky Ian Gordons und William M. Hoffmans Morning Star.
Während die Cincinnati Music Hall wegen einer umfassenden Renovierung geschlossen war, fanden die Aufführungen der Cincinnati Opera im Aronoff Center for the Arts statt. In der Saison 2016 der Kompagnie gab es die Weltpremiere von Fellow Travelers des Komponisten und Librettisten Greg Pierce sowie eine Neuproduktion von Puccinis Tosca von Robert Perdziola. Die Saison 2017 brachte Puccinis La Bohème, eine Kompagniepremiere von Frida von Robert Xavier Rodríguez, Mozarts Zauberflöte im Stummfilm-Stil und eine Inszenierung von Missy Mazzolis neuer Oper Song from the Uproar: The Lives and Deaths of Isabelle Eberhardt auf die Bühne.
Die Cincinnati Opera kehrte für ihre Saison 2018 in die Cincinnati Music Hall zurück und führte Verdis La traviata, eine Neuproduktion von Wagners Fliegendem Holländer, die US-Premiere von Another Brick in the Wall: The Opera, eine Neuproduktion von Monteverdis L’incoronazione di Poppea und eine Kompagniepremiere von Laura Kaminskys As One auf, einer Coming-of-Age-Oper über eine Transgender-Frau.

## Opera Fusion: New Works
Opera Fusion: New Works (OF:NW) wurde 2011 als Kooperation zwischen der Cincinnati Opera und dem College-Conservatory of Music Cincinnati (CCM) der University of Cincinnati entwickelt. OF:NW widmet sich der Förderung der Entwicklung neuer amerikanischer Opern und hat bisher (Anfang 2021) 14 Werke in einem strengen Residenz- und Workshop-Prozess hervorgebracht. Diese Zusammenarbeit wird gemeinsam von Marcus Küchle, dem Direktor für Artistic Operations an der Cincinnati Opera, und Robin Guarino, Professor für Oper am CCM, geleitet.